# Daïra de Bouzina
La daïra de Bouzina  est une daïra d'Algérie située dans la wilaya de Batna et dont le chef-lieu est la ville éponyme de Bouzina.

## Localisation
La daïra est située au sud-est de la wilaya de Batna.

## Communes
La daïra est composée de deux communes : Bouzina et Larbaâ.